# Weißbauchelfe
Die Weißbauchelfe (Chaetocercus mulsant, Syn.: Acestrura mulsant) oder manchmal auch Spitzschwanzelfe ist eine Vogelart aus der Familie der Kolibris (Trochilidae). Die Art hat ein großes Verbreitungsgebiet in den Anden der südamerikanischen Länder Kolumbien, Ecuador, Peru und Bolivien. Der Bestand wird von der IUCN als „nicht gefährdet“ (least concern) eingeschätzt.

## Merkmale

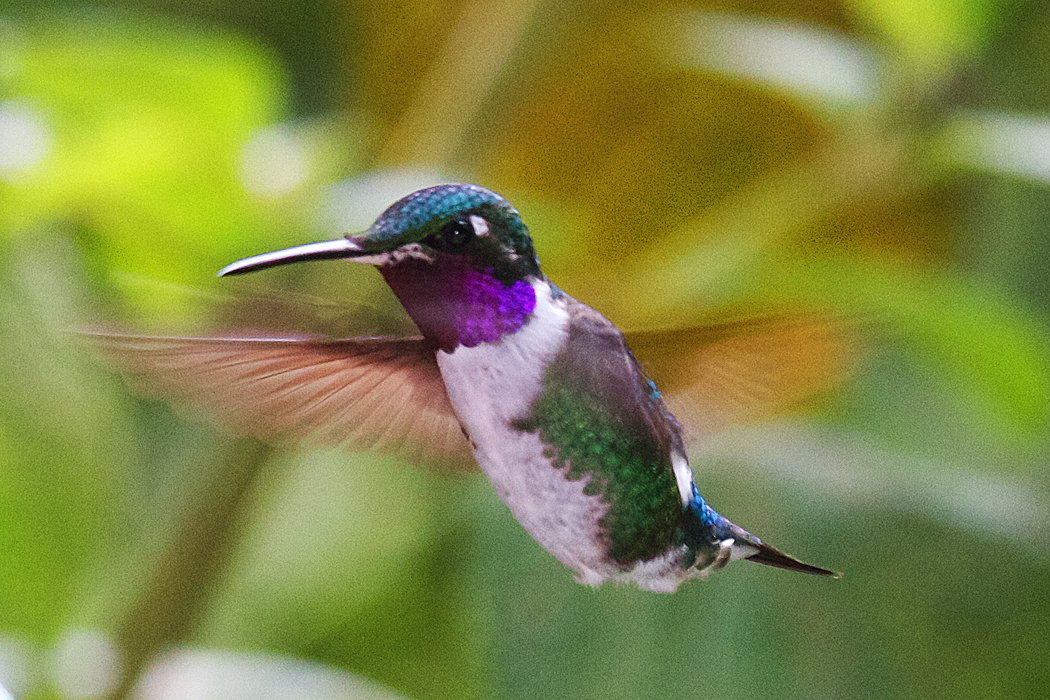
Weißbauchelfe (Chaetocercus mulsant), ♂

Die männliche Weißbauchelfe erreicht eine Körperlänge von etwa 8 bis 8,5 Zentimetern, während die weibliche nur etwa 7,5 Zentimeter groß wird. Der gerade Schnabel wird etwa 17 Millimeter lang. Dies ist im Verhältnis zur Größe des Vogels relativ groß. Die Oberseite des Männchens ist strahlend grün. Ein weißer Fleck zieht sich postokular (hinter den Augen) bis hinunter zu den Flügeln. Die Kehle funkelt pink bis violett. Die Unterseite ist vorwiegend weiß. Die dunkelgrüne Flanke steht hierzu im starken Kontrast. Der Schwanz ist kurz und spitz. Die Außenfedern des Schwanzes sind schwarz. Die Oberseite des Weibchens ist bronzegrün. Der postokulare Streifen ist markanter als beim Männchen. Die Unterseite ist überwiegend weiß. Seitlich bis zu den Flügeln ist sie rötlich. Der Schwanz fällt kürzer als beim Männchen aus.

## Habitat

Verbreitungsgebiet der Weißbauchelfe

Die Weißbauchelfe ist grundsätzlich nicht im Wald heimisch. Man sieht sie vorwiegend an den Blüten von Bäumen in halboffenem Gelände sowie in Gärten. Selten bewegt sie sich in feuchten Waldrändern. In Peru und Ecuador findet man sie in Höhen zwischen 800 und 3500 Metern. In Kolumbien bewegt sie sich zwischen 1500 und 2800 Metern. Die Art ist unregelmäßig in den Zentral- und Ostanden Kolumbiens bis Ecuador und Peru sowie Zentralboliviens verstreut. In Bolivien findet man sie in der Region Yungas bei Cochabamba. In Peru ist sie meist im Tal des Marañón-Flusses präsent. Man trifft sie aber auch in der Piura.

## Verhalten
Die Weißbauchelfe ist eher ein Einzelgänger. Sie schwebt wie ein Insekt zwischen bodennahen Blüten und blühenden Bäumen und sitzt gern auf herausragenden entlaubten Zweigen bzw. auf der Krone von Büschen oder großen Bäumen. Während der Nahrungsaufnahme wedelt die Weißbauchelfe oft langsam mit dem Schwanz.

## Unterarten
Es sind keine Unterarten der Weißbauchelfe bekannt. Die Art gilt als monotypisch.

## Etymologie und Forschungsgeschichte
Jules Bourcier beschrieb die Weißbauchelfe unter dem Namen Ornismya Mulsant. Das Typusexemplar stammte aus Kolumbien, wobei Bourcier die Art auch aus Yungas in Bolivien kannte. Bourcier hatte die Art sowohl in der wissenschaftlichen Zeitschrift Revue Zoologique par La Société Cuvierienne, als auch in den Annales des sciences physiques et naturelles, d'agriculture et d'industrie publiziert, allerdings verwendete er in den Annales des sciences das Artepitheton mulsanti, welches sich in zahlreichen Publikationen wiederfindet. Trotz des Datums beider Bände erschienen beide Artikel erst im Jahr 1843.  Später wurde die Art der Gattung Chaetocercus zugeordnet. Dieser Name setzt sich aus den griechischen Wörtern χαίτη chaítē für „langes fliegendes Haar“ und κέρκος kérkos für „Schwanz“ zusammen. Das Artepitheton mulsant ist Bourciers Freund, dem Entomologen Étienne Mulsant (1797–1880) gewidmet.